# Cadaba benguellensis
Cadaba benguellensis är en kaprisväxtart som beskrevs av Eduardo José Santos Moreira Mendes. Cadaba benguellensis ingår i släktet Cadaba och familjen kaprisväxter. Inga underarter finns listade i Catalogue of Life.